# Képrombolás

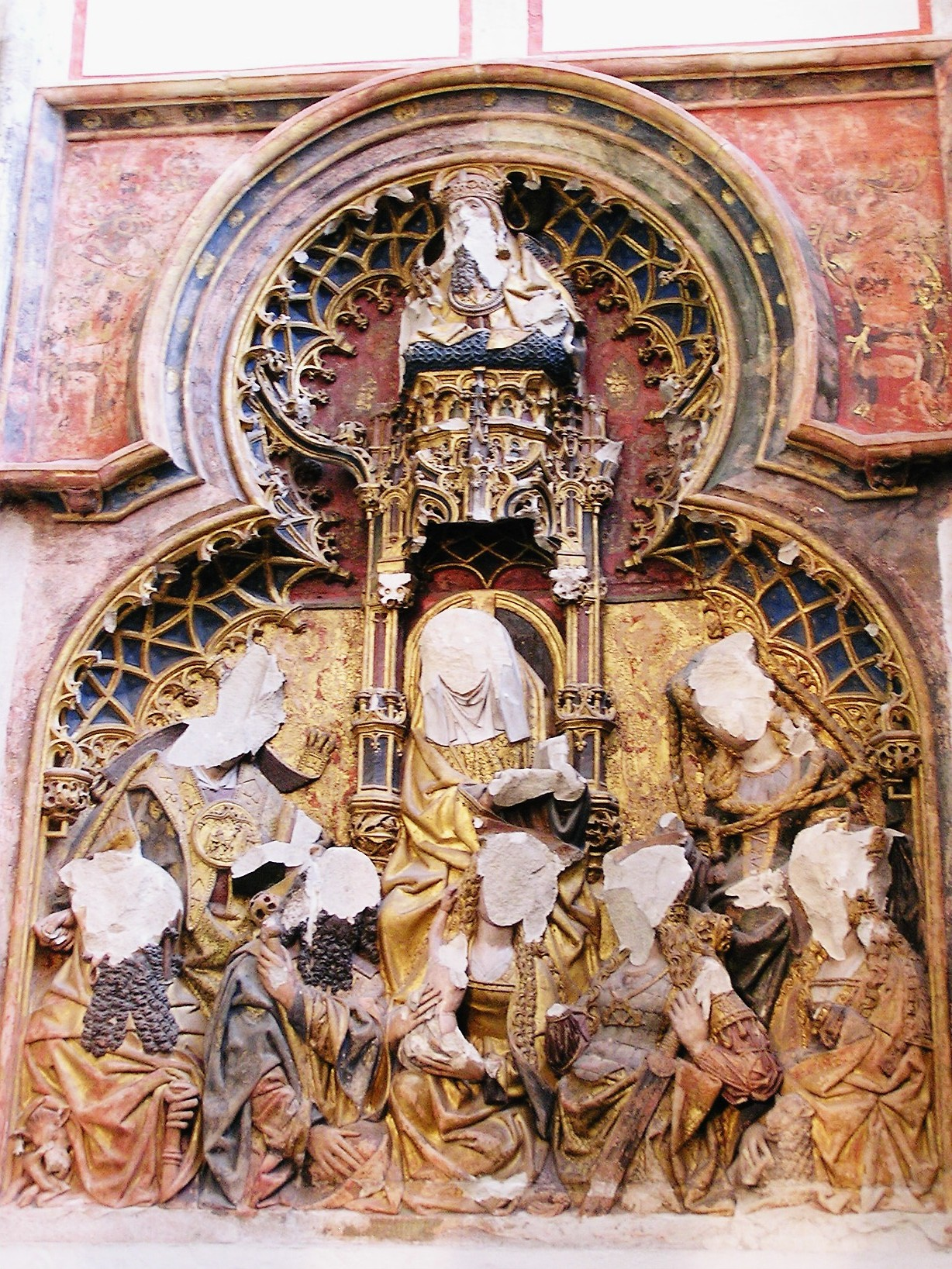
A 16. századi képrombolás tanúsága az utrechti Szent Márton-katedrálison

A képrombolás vagy idegen szóval ikonoklasztázia, ikonoklaszmosz, ikonoklazmus (a görög εικών ’kép’ és κλάειν ’törni’ szóból) a történelem során a monoteista vallásokban jelentkező, a képtisztelet (ikonodulia, ikonodulosz) elleni dogmatikai harc, amelynek fő célja az Istent, szenteket, prófétákat ábrázoló szentképek, szobrok és egyéb ikonográfiai elemek eltávolítása a szakrális kontextusból (jellemzően a templomokból és a liturgiából), esetenként a profán térből is (pl. pénzérmékről). A szentképek elfogadásáról vagy tiltásáról vallott teológiai elképzelések a háttérben megbúvó viták formájában végigkísérték a judaizmus, a kereszténység, a manicheizmus és az iszlám évszázadait, egyes történelmi pillanatokban azonban a kérdés körüli feszültségek véres konfliktusok, üldöztetések – a voltaképpeni képrombolás – formájában robbantak ki.
A képrombolás megjelent már az ókori egyiptomi kultúrában is, de a modern ikonoklasztázia gyökerei a zsidó kultúrkörhöz és olyan neoplatonista ókeresztény gondolkodók munkásságához köthetők, mint Órigenész és Alexandriai Kelemen. A keresztény ikonográfia széles körű elterjedése után a képrombolás gyakran kötődött heterodox, reformer vallási mozgalmakhoz. Így például elvetették a képtiszteletet az 5. századi, Krisztus isteni természetét hirdető monofizita mozgalmak, majd a 7. században Anatóliában jelentkező gnosztikus pauliciánusok. A 8–9. században a Bizánci Birodalomban robbant ki a leghevesebb képüldözési hullám. A képrombolókhoz közeli álláspontot foglalt el Clairvaux-i Szent Bernát, aki az 1130-as években milánói prédikációs körútján több templomból eltávolíttatta a díszítéseket és festett oltárokat. A 16. században ismét megjelent a vallási-politikai küzdelmek során. A franciaországi hugenották, a németalföldi kálvinisták, valamint az angliai puritánok mozgalmainak történetében is előfordult képrombolás.
A publicisztika gyakran a képrombolás modern kori, politikai megnyilvánulásának titulálja a diktatúrák összeomlásakor a korábbi politikai vezetés által hátrahagyott, esetenként a személyi kultusz hatása alatt készült képek és szobrok elpusztítását (lásd például francia forradalom, nagy októberi szocialista forradalom, kínai kulturális forradalom, az európai kommunista diktatúrák összeomlása stb.). Ezek a politikai mozgalmak ugyanakkor nem előzmény nélküliek: az ókori Egyiptomban és a római császárkorban szintén dívott az előző hatalom kultuszának meggyengítését szolgáló képrombolás.

## Iszlám képrombolások

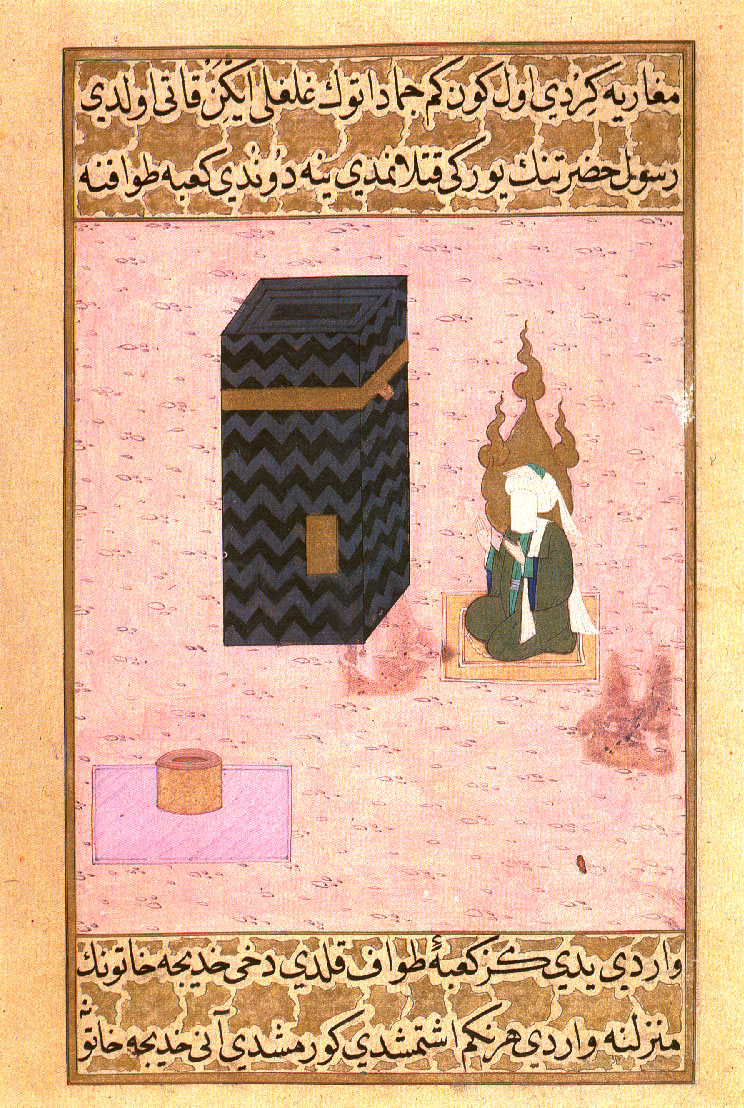
Mohamed próféta arc nélküli ábrázolása a Kába kő előtt. (16. századi török ábrázolás)

Az iszlám szent könyve, a Korán nem foglal állást az élőlények ábrázolása ellen. Ugyanakkor nem is szorgalmazza azt. Ennek ellenére a 8. század közepétől elterjedt az ábrázolás tilalmát szabályként felfogó nézet, mely fokozatosan beépült a muszlim gondolkodásba, azonban nem vált általánossá. A tilalom hivatalos indoklása szerint az élőlények ábrázolása Istennel való hiú vetélkedés, hiszen csak egyedül ő képes élőt teremteni. Ennek a teológiai magyarázatnak hátterében a muszlim hódítás idején uralkodó keresztény, főként bizánci nézetek álltak. Az iszlám képellenes álláspontja a bálványimádás kialakulását kívánta elkerülni a tilalmak által.

## A bizánci képrombolások (8–9. század)

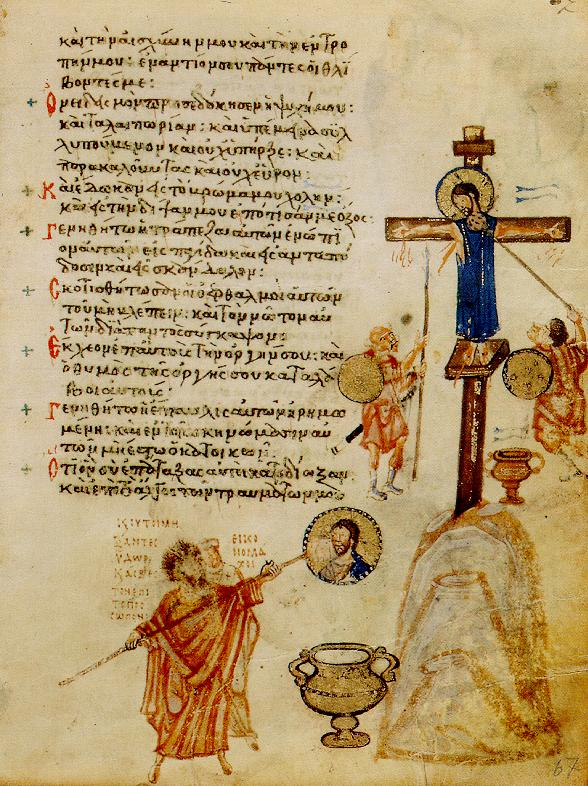
A Chludov Psalterium 9. századi zsoltároskönyv miniatúrája egy kép lemeszelését ábrázolja, Történeti Múzeum, Moszkva

A Bizánci Birodalomban lezajlott, két nagy szakaszra tagolható képrombolási hadjárat korabeli írott forrásai meglehetősen egyoldalúan mutatják be az eseményeket. Az első képrombolás kortárs krónikásai – Hitvalló Szent Theophanész és I. Niképhorosz konstantinápolyi pátriárka – egyaránt a képtisztelet hívei voltak. A második képrombolásról hasonló szellemben megfogalmazott leírások maradtak fenn, ráadásképpen kevéssel későbbi időkben vetették papírra őket, azaz amikor a képrombolást már az egyházi szervezet csúcsán is elítélték, azaz a képrombolás elítélése a hivatalos hozzáállást tükrözte.

### Az első képrombolás korszaka (725–787)
A képtisztelők és képrombolók közötti vita azután dagadt polgárháborús méretűvé, miután 725-ben III. León bizánci császár parancsot adott a khalkéi Bronzkapu feletti, csodatévő erejűnek hitt Krisztus-ábrázolás elpusztítására. A parancsot végrehajtó férfiakat a helyi hívők megtámadták és megölték, de a tettesek megbüntetése után végül a Krisztus-kép megsemmisült, s pattanásig feszült a helyzet a képtisztelők és a képrombolók között. 726-ban (egyes források szerint 730-ban) III. León ediktumot adott ki, amelyben elrendelte, hogy a szentábrázolásokat távolítsák el a templomokból és semmisítsék meg. Indoklásában a képrombolók dogmáira hivatkozott: egyfelől a képtiszteletben a bálványimádás veszélye rejlik, minthogy elgondolásuk szerint a képen ábrázolt személy és a kép azonos, másfelől meglátásuk szerint a képtisztelet volt a legnagyobb akadálya annak, hogy zsidók és muzulmánok nagy tömegben áttérjenek a keresztény vallásra. Ahogy a képtisztelő bizánci pátriárka, I. Germanosz korabeli irataiból kiderül, az első indok szolgált a képtisztelet egyik legfontosabb érvéül is: ahol Krisztus ábrázolása van, ott Krisztus is jelenvaló. Másfelől attól tartottak, hogy a képrombolás következményeként az évszázados keresztény ikonográfia kiirtása a zsidó vagy a muzulmán hithez teszi hasonlatossá vallásukat. A képrombolók a képeket hagyományos keresztény szimbólumokkal, kereszttel, könyvvel, a kenyér és a bor ábrázolásával akarták felváltani. Ez a hívők nagy részének ellenállásába ütközött. Miután hamarosan kezdetét vette a képtisztelők üldözése is, Germanosz – ekkor még Bizánc pátriárkája – 730-ban III. Gergely pápához fordult segítségért, aki végül 731 novemberében kiközösítette Leót és a képrombolókat. Damaszkuszi Szent János kevéssel később megírt apologetikájában úgy érvelt a képtisztelet mellett, hogy Isten az ember teremtésekor már önmagát tükrözte, azaz istenképet alkotott, így az ember számára sem tilalmas a szentképek használata. Másfelől pedig a szentképek az Isten megismeréséhez vezető utat jelentik az írástudatlanok számára, akiknek Istenben való elmélyülését a szent szövegek helyett ezek a képek tudják biztosítani. A képtisztelet körüli vitához a frank uralkodók és teológusaik (Orléans-i Theodulf, és Agobard de Lyon) is hozzászóltak.
III. León 741-ben bekövetkezett halála után fia, V. (Képromboló) Kónsztantinosz még kérlelhetetlenebbül üldözte a képtisztelőket. 754-ben Hiereiában hívott össze zsinatot, amelyre ugyan a pápa, Antiokheia, Jeruzsálem és Alexandria pátriárkái nem mentek el, a megjelent egyházi vezetők azonban elítélték a képtisztelőket, megtiltották az ikonok liturgikus használatát és szentesítették a képrombolást. Legfőbb érvük az volt, hogy Krisztus vagy a szentek emberi mivoltának ábrázolásával kettős, de oszthatatlan isteni-emberi lényüktől fosztják meg őket, emellett a képmásukat megjelenítő anyag szintén szentségüket csökkenti. A szentek ábrázolása egyedül példájuk követésén keresztül megengedhető.
A hiereiai zsinat rendelkezései következtében az eretnekeknek kikiáltott képtisztelők üldözése erőteljesebb méreteket öltött, aminek következtében Bizáncból és környékéről kb. 50 ezer képtisztelő szerzetes menekült Nyugatra. Több képrombolót megcsonkítottak, még többen vértanúhalált haltak az elkövetkezendő időszakban (köztük Krétai Szent András, Anasztasziosz pátriárka stb.). A birodalom fővárosában hamarosan megsemmisült minden köztéri szentkép, szakrális jellegű mozaik és enkausztika, s helyüket felváltották a hellenisztikus gyökerű ornamentikus díszítések és állatalakok. V. Kónsztantinosz halálával, fia, IV. León rövid uralkodása idején enyhült a képüldözés, de igazi fordulat csak akkor következett be, amikor halálát követően, 787-ben az I. Adorján pápával egyetértésben összehívott második nikaiai zsinat, az ott megjelent háromszáz püspök Eiréné császárnő vezetésével kimondta a képek kegyes tiszteletét. Indoklásukban Germanosz fél évszázaddal korábbi téziseit használták fel döntésük indoklásául: az imádás (λατρεία / latreia) egyedüli tárgya Isten lehet, de a hozzá vezető szentképek, ikonok egyaránt tárgyai és eszközei lehetnek a tiszteletnek (προσκύνησις / proszkünészisz) és a szolgálatnak (δουλειά / douleia).

### A második képrombolás korszaka (815–843)
Egyes rétegek, különösképpen a katonai arisztokrácia és a hadsereg nehezményezte a niceai zsinat döntését. Miután 814-ben egy korábbi tábornok, az ikonoklaszta V. León került a császári trónra, igyekezett a bizánci pátriárkát, Niképhoroszt a maga oldalára állítani. Ő azonban ellenállt a hatalmi szónak, s a 270 püspökből álló tanáccsal megerősíttette a 787-es második niceai zsinat rendelkezéseit. Válaszlépésül a császár 815 márciusában száműzte Niképhoroszt, és az új pátriárka már készségesen újította meg a 754-es hiereiai képromboló zsinat határozatait. A császár hamarosan több száz szerzetessel együtt kivégeztette a képtisztelők vezérét, Szent Theodóroszt is. A terror öt éven keresztül változatlan lendülettel folyt, mígnem az V. León ellen elkövetett sikeres merénylet (820) után rövid időre ismét lecsillapult, s csak Theophilosz idején lángolt fel újra hevesen a küzdelem. 832-es ediktumában újra megtiltotta a szentképek használatát. Halála után özvegye, Theodóra(en) Metód segítségével 842-ben végleg visszaállította a képtiszteletet, s eltörölte a képrombolás szellemében fogant intézkedéseket. Engedélyezte továbbá, hogy a képrombolás megszűntét 843 nagyböjtjének első vasárnapján megüljék, s ennek emlékére ez a nap mindmáig az ortodoxia ünnepe a keleti egyházban.

## Képrombolás a reformáció idején (16. század)

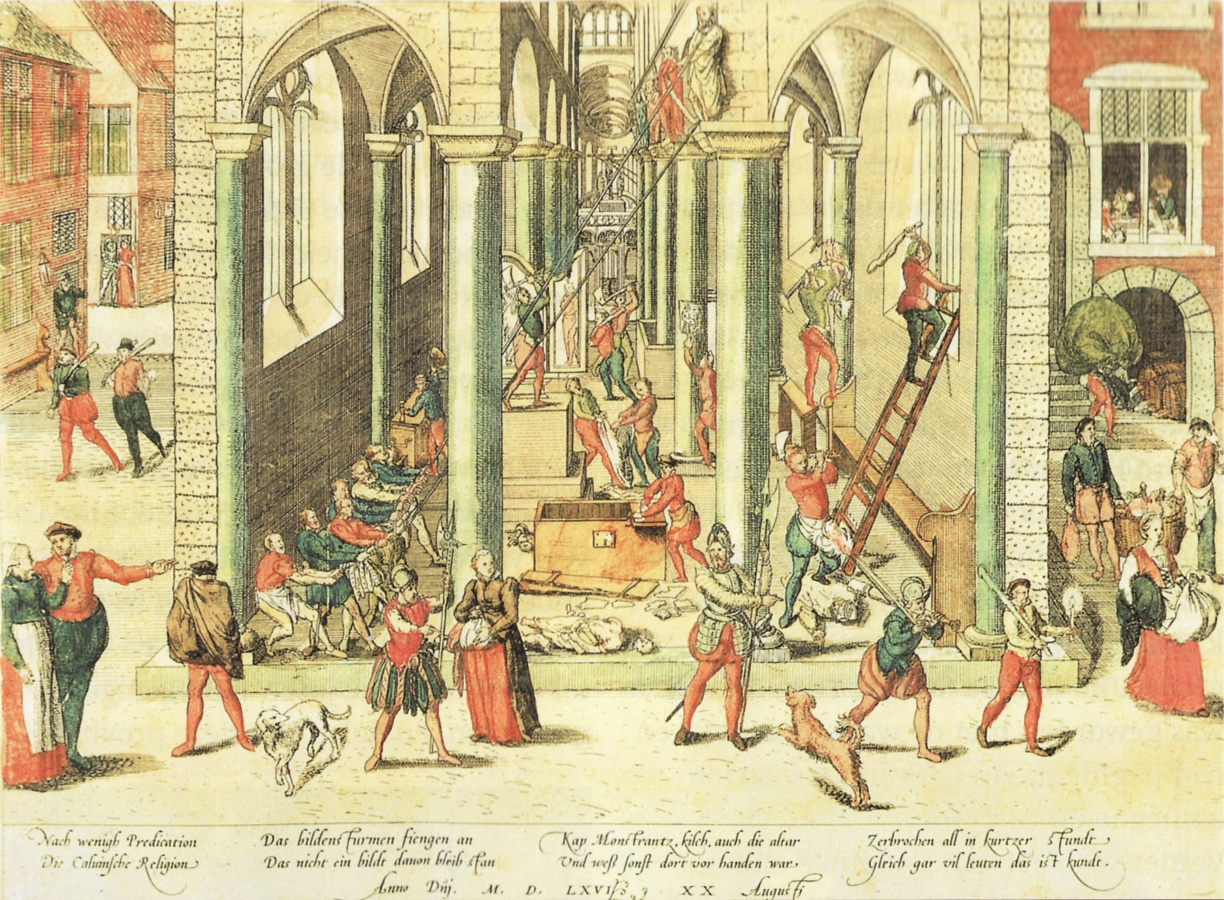
Az 1566-os németalföldi Beeldenstorm egyik templomdúlása (Frans Hogenberg metszete)

A reformáció, a különféle protestáns mozgalmak 16–17. századi európai megjelenése mindenhol együtt járt a képromboló mozgalmak kibontakozásával. Az új hit követői eltávolították a templomokból a szentképeket, freskókat, feszületeket és klenódiumokat, de gyakran fel is dúlták a templomokat. A képrombolás egyfelől az egyház megújulását követelő tömegek akaratának szélsőséges, de spontán megnyilvánulása volt, másfelől pedig a reformátorok és az új hitre tért városok vezetősége részéről nagyon is tudatosan bevetett eszközként szolgált a reformok minél gyorsabb végrehajtásához (ugyanezen célt szolgálták a szentképek nyilvános „autodaféi” is). A reformáció képromboló mozgalmai levezethetőek a tízparancsolatból is: a protestánsok visszatértek az ekkor már csak a zsidók által használt második ponthoz, amely kimondta: „Ne csinálj magadnak faragott képet, és semmi hasonlót azokhoz, a melyek fenn az égben, vagy a melyek alant a földön, vagy a melyek a vizekben a föld alatt vannak.”
Az első jelentős képrombolási hullám 1522-ben söpört végig Wittenbergben, ahol Andreas Karlstadt január utolsó napjaiban Abthung címmel hirdette meg programját a szentképek templomból való eltávolításáról. Februárban a városi tanács helybenhagyta Karlstadt követeléseit, s az ezen felbátorodott protestáns lakosok kezükbe vették a rendelet végrehajtását, s végigdúlták Wittenberg templomait. Az erőszakhullámot márciusra sikerült rendeletileg megfékezni, emellett Luther Mártonnak is latba kellett vetnie tekintélyét, aki ugyan a dísztelen kialakítású és szerény berendezésű templomokat tartotta üdvösnek az új hit szempontjából, ám a képrombolást maga is elítélte. A Luther és Karlstadt között fennálló, a képrombolás kérdésében feszülő ellentét a későbbi években is fennmaradt. Ezzel párhuzamosan a zürichi Ulrich Zwingli már 1519 óta a képtisztelet ellen prédikált, a képrombolás azonban csak 1523. szeptember 23-án vette kezdetét a svájci városban, amikor három férfi elpusztította a Zürich melletti Stadelhoffen egyik út menti feszületét. Októbertől a városi tanács folyamatosan ülésezett e tárgyban, s végül – ha kelletlenül is, de – 1524. június 15-én szentesítette a képrombolást, s a Zwingli és Leo Jud vezette bizottság két hét alatt erőszak nélkül eltávolította az összes képet, szobrot, faragott oltárt és stallumot a zürichi templomokból és közterekről. Ehhez hasonlóan szervezett módon hajtották végre a képrombolást Svájc többi részén Heinrich Bullinger, Elzászban pedig Martin Bucer vezetésével. 1534-ben Münsterben, 1535-ben Genfben, majd 1537-ben Augsburgban törtek ki képrombolási mozgalmak. Az európai protestantizmus utolsó, ám elsöprő képrombolási rohama a németalföldi kálvinisták nevéhez fűződik. 1566. augusztus 10. és ugyanazon év októbere között a történetírásba Beeldenstorm néven bevonult képrombolási mozgalom során több száz flandriai apátságot, templomot és kápolnát dúltak fel a kálvinista ikonoklaszták.
Az angliai protestánsok, a puritánok mozgalmának az 1530-as évektől szintén hangsúlyos eleme volt a képrombolás, különösen az ország délkeleti vidékein. A köznép dühödt rombolása mellett a protestáns lelkészek a liturgiát tisztították meg a katolikus ikonográfia valamennyi formájától, az emberi test rajzolta „rituális képektől”: nem térdeltek le az oltáriszentség előtt, nem vetettek keresztet stb. A kontinenstől eltérően azonban Angliában az egyházi és világi kormányzat mindezt nem nézte jó szemmel. I. Erzsébet 1561-es proklamációjában helytelenítette a rombolást, s különösen az emberábrázolásos középkori síremlékek védelmében szólalt fel, ám eredménytelenül. Angliában és Skóciában a képromboló mozgalmak egészen az 1640-es évekig kitartottak, azaz egy évszázaddal tovább, mint Európa többi részén.

### Képrombolás Magyarországon

#### A reformáció képrombolásai
A korábban kialakult, sokáig elfogadott történelemkép szerint a reformáció Magyarországon is egy lehanyatlott katolicizmust újított meg, melytől a társadalom zöme addigra elfordult. Újabb történészi felismerés, hogy ezzel szemben a magyar egyházművészet épp a reformációt közvetlenül megelőző évtizedekben élte egyik virágkorát. A korra jellemző késő gótikus szárnyasoltárokkal, szobrokkal, képekkel gazdagon díszített templombelsők egy eleven vallásosság, a hívők és az egyház közötti jó viszony kifejezői voltak.
A korszak gazdag egyházművészetének leglátványosabb képviselői a szárnyasoltárok, melyek készítése a XV. század hatvanas és hetvenes éveitől a XVI. század elejéig virágzott. Bár írott forrásaink szerint az egész ország területén álltak szárnyasoltárok, a török és a protestáns képrombolás, később a középkor ellen fordult ízlés jó néhányukat elpusztította. A Dunántúlon, az Alföldön és az ország fővárosában, Budán hírmondó is alig maradt belőlük.
A reformáció radikális, fanatikus képviselőinek képrombolása, kegytárgypusztítása, ami nem egyszer a teljes templom felgyújtásáig és legtöbbször a rendházak lerombolásáig fokozódott, a helyi lakosság, a plébánosok jelentős része, de gyakran még a mérsékeltebb protestáns hívek és lelkészek akarata, szándékai ellenére is történt és gyakran véres villongások keretében ment végbe. A helvét irányzatot követő első reformátor,  Kálmáncsehi Sánta Márton Zwingli nyomán a tiszántúli templomokból az apostoli szegénység elvét hirdetve kiszóratta az oltárokat, képeket és szobrokat, az úrvacsorát egyszerű faasztalról osztotta, ezért a katolikusok mellett a lutheri reformáció követőivel is meggyűlt a baja. Kálmáncsehinek 1551-ben menekülnie kellett Debrecenből, ahol erőszakkal próbálta meg eltávolítani a templomból az oltárt és a képeket, amivel nemcsak a híveket, hanem lelkésztársait is magára haragította. Debrecenből való szökése után Báthory András országbíró kerestette. A reformáció és képrombolása erőszakosságának egyik példája, hogy az Ung vármegyei Császlócon a fanatikusok 1559-ben nem elégedtek meg azzal, hogy elfoglalták és felgyújtották a templomot, hanem még a plébánost is megölték, mert ragaszkodott hitéhez.
A templomi képek és szobrok eltávolítását követelte Erdélyben az 1545-ös medgyesi zsinat is. Az evangélikus templomokban a képeket néha átfestették, Péterfalván például Szent Orbán képe Luther-portrévá változott, amit később 1634-ben egy katolikus vizitátor távolíttatott el.
Zoványi Jenő szerint a protestánsok „A városokban is kíméletlenül bántak el az ó világ megunt képviselőivel." Kolozsvárott 1556-ban elűzték a ferences- és domonkosrendieket, tűzre vetették a képeket, szobrokat és egy kivételével lerombolták az összes oltárt. Ez évben Nagyszebenből és Marosvásárhelyről  is kiűzték a szerzeteseket. Nagyváradon 1557-ben tíz templomot gyújtottak fel, s a székeskáptalannak elszéledt egy része. Gyulafehérvárról elkergették a kanonokokat, épületüket lerombolták, majd 1564 májusában az összes papot kiűzték, a székesegyház oltárait, képeit és más szerelvényeit szétrombolták és felégették. Székelyudvarhelyen is ekkortájt vették el a főtemplomot, kihordatva és tűzre vetve „a templom ékességeit”.
A protestáns képrombolások egy későbbi hullámát hozta magával a Wesselényi-összeesküvés nyomán keletkezett és később kurucoknak elnevezett bujdosó-mozgalom 1672. évi támadása a Magyar Királyság területe ellen. Táboraikban fegyvert és törökös turbánt viselő protestáns prédikátorok fanatizálták a felkelőket a „hitszegő császár" és a „bálványimádó katolikusok" ellen. Olaszliszkán Dayka István arra kényszerítette a katolikus káplánt, hogy sajátkezűleg égesse el a templom szentképeit, majd megölette. A felkelők egy része a templomokat pusztította, a sírokat törte fel ékszereket, drágaságokat keresve. Az abaúji Somodiban a felkelők lövöldözés közben részben összetörték, részben a piacra hordták ki a katolikus templom oltárát és a szentek szobrait és azokból gúnyt űztek. Szűz Mária szobrát körbehordozták, rálőttek, leütötték a fejét és a piacon rakott tűzbe dobták. Ezután egy feszületet, egy Szűz Mária képet és végül az oltárt égették el, gúnyolódva, hogy fog-e segíteni Márián a fia, aki magán se tudott segíteni.

#### A török képrombolásai
A hazai művészeti emlékek török általi pusztításait többek között az iszlám képellenessége is motiválta. 1526-ban, a mohácsi csata után nyitva állt a törökök előtt az út Buda felé, s Szulejmán szultán csapatai ellenállás nélkül el is foglalták, felégették és kirabolták Mátyás király egykori pompás városát. Mivel a törökök számára Buda a hitetlenek fővárosa volt, a fanatikus muzulmánok a vártemplom és más templomok számos szobrát és szentképét megsemmisítették. Éppígy elpusztították később a pécsi Mária-kápolna szobrait, a megszállt részek érseki és püspöki templomait is. 1543-ban Székesfehérvárott többek között a Nagyboldogasszony-koronázóbazilika és a Szent Péter-bazilika jártak így. Habár a várost elfoglaló Szulejmán szultán meghagyta a helyőrségnek, hogy nem nyúlhatnak a keresztény emlékekhez (egyetlen templom, a Szent Péter-bazilika kivételével, amit Szulejmán rögtön dzsámivá alakíttatott), azok az uralkodó távozása után mégis rombolásba fogtak. 1594-ben Szinán pasa Pannonhalma elfoglalásakor megparancsolta, hogy a faragott bálványképeket a közeli dombra hordják ki és ássák el.